# Konrad Schwalbe
Konrad Schwalbe (* 15. Dezember 1927 in Kahla; † 10. Juni 2004 in Lehnin) war ein deutscher Dramaturg, Filmwissenschaftler und Rektor.

## Leben
Konrad Schwalbe beantragte am 22. März 1944 die Aufnahme in die NSDAP und wurde zum 20. April desselben Jahres aufgenommen (Mitgliedsnummer 10.128.175). Er absolvierte bis 1950 an der Friedrich-Schiller-Universität Jena ein Teilstudium in den Fachrichtungen Germanistik sowie Philosophie und arbeitete anschließend als Redakteur beim Thüringer Volksverlag in Erfurt. Bereits im Dezember 1951 konnte er eine Aspirantur am Lehrstuhl für Theorie und Geschichte der Literatur und Kunst im Institut für Gesellschaftswissenschaften Berlin beim ZK der SED antreten. Nach seinem Diplom als Kunstwissenschaftler promovierte er im Dezember 1956 zum Doktor der Philosophie. Nach einem Jahr als wissenschaftlicher Mitarbeiter beim Zentralkomitee der SED wurde er im September 1957 als Sekretär des künstlerischen Rates und Chefdramaturg im DEFA-Studio für Spielfilme in Potsdam-Babelsberg tätig.
Im Herbst 1960 übernahm Konrad Schwalbe an der Deutschen Hochschule für Filmkunst im Schloss Babelsberg als Professor die Leitung der Fachrichtung für Szenaristenausbildung. 1964 wurde er Mitglied im wissenschaftlich-künstlerischen Beirat der Hauptverwaltung Film beim Ministerium für Kultur der DDR. Zu den Festlichkeiten zum zehnjährigen Bestehen der Hochschule im November 1964 wurde ihm, als Nachfolger von Kurt Maetzig, das Amt des Rektors übertragen, und er wurde 1966 vom Senat für eine weitere Amtsperiode wiedergewählt. Er hatte das Amt bis 1969 inne und kehrte danach als Dozent in seinen alten Fachbereich zurück.  Im September 1977 wurde Konrad Schwalbe zum Ordentlichen Professor für Geschichte der Film- und Fernsehkunst berufen und lehrte in dieser Funktion an der Hochschule die Dramaturgie des Spielfilms, Filmanalyse, Montage-Theorie, die Technik des Drehbuchschreibens und Arbeiten mit Gestaltungsmitteln und -verfahren. Von Oktober 1980 bis 1986 wurde er erneut zum Rektor der Hochschule berufen, die seit 1969 den neuen Namen Hochschule für Film und Fernsehen der DDR trug. Danach widmete er sich wieder der Lehrtätigkeit sowie film- und fernsehwissenschaftlichen Forschungen,  bis er 1992 in den Ruhestand verabschiedet wurde.
Konrad Schwalbe starb am 10. Juni 2004 im Alter von 77 Jahren.

## Filmografie
- 1959: Verwirrung der Liebe (Dramaturg)
- 1960: Das Leben beginnt (Dramaturg)
- 1963: Julia lebt (Mitarbeit Drehbuch)
- 1965: Der Frühling braucht Zeit (Mitarbeit Drehbuch)
- 1968: Abschied (Dramaturg)
- 1975: Till Eulenspiegel (Schauspieler)
- 1987: Vorspiel (Schauspieler)